# Vitebska oblast
Vitebska oblast (bjeloruski: Ві́цебская во́бласць, ruski: Ви́тебская о́бласть) je jedna od šest oblasti u Bjelorusiji. Središte oblasti je grad Vitebsk.

## Zemljopis
Vitebska oblast se nalazi u sjevernoj Bjelorusiji na granici s Latvijom i Litvom i Rusijom
Oblast je 2009. godine imala 1.265.300 stanovnika, površina oblasti je 40.100 km², dok je prosječna gustoća naseljenosti 34 stan./km² što je najrijeđe naseljena bjeloruska oblast.
Glavni grad Vitebske oblast je Vitebsk koji ima 342.400 stanovnika, drugi najveći grad je Orša koji imaja 125.300 stanovnika, treći grad po broju stanovnika je Navapolack koji ima 101.300 stanovnika, od veći gradova tu je i Polock koji ima 82.800 stanovnika, ostali gradovi imaju manje od 25.000 stanovnika.
Susjedne oblasti Vitebske su jugu Minska, na jugozapadu je Grodnenska, dok je na jugoistoku Mogiljovska oblast, na sjeveru je državna granica prema Latviji, na sjeverozapadu granica prema Litvi i na istoku granica s Rusijom.

### Etnički sastav
Najbrojniji narod oblasti su Bjelorusi kojih ima 82 %, drugi najbrojiniji narod su Rusi kojih ima 13,6 %, Ukrajinaca ima 1,5 %, a Poljaka 1,5 %.

## Administrativna podjela
Vitebska oblast dijeli se na 21 rajon, 18 gradova, 225 naselja, 2194 sela, te pet gradova (municipija) koji imaju viši administrativni stupanj.

## Vanjske poveznice
- Službena stranica oblasti  Arhivirana inačica izvorne stranice od 10. ožujka 2009. (Wayback Machine)